# Reaching Into Infinity
| Совокупная оценка  | Совокупная оценка |
| Источник           | Оценка            |
| ------------------ | ----------------- |
| Metacritic         | 76/100            |
| Оценки критиков    |                   |
| Источник           | Оценка            |
| AllMusic           | [ 8 ]             |
| Blabbermouth       | 8/10              |
| Classic Rock       | [ 9 ]             |
| Laut.de            | [ 10 ]            |
| InRock             | 9/10              |
| Metal Injection    | 8/10              |
| Metal Hammer (GER) | 6/7               |
| Metal Hammer (UK)  | [ 13 ]            |
| Metal.de           | 9/10              |
| Powermetal.de      | 9.5/10            |
| Revolver           | 3.5/5             |
| Rock Hard          | 8.5/10            |
| Ultimate Guitar    | 9/10              |

Reaching into Infinity — седьмой студийный альбом британской пауэр-метал-группы DragonForce, выпущенный 19 мая 2017 года. Это первая студийная работа группы с участием барабанщика Джи Анзалоне и последняя с участием давнего клавишника Вадима Пружанова.
Музыкальное видео на «Ashes of the Dawn» было выпущен 15 мая 2017 года, а видеоклип на «Midnight Madness» — 20 сентября. Пружанов не фигурировал ни в одном из этих видео и ни в одном из выступлений, которые группа давала во время и после записи альбома. В видео, опубликованном на его официальном канале YouTube, он объяснил, что хочет уделять больше времени своей дочери, и что из-за договорных обязательств ему приходится выбирать между участием во всех концертах или ни в одном из них; в результате он отсутствовал в промо-туре альбома и в конце концов покинул группу в мае 2018 года.

## Об альбоме
Альбом был написан в основном Сэмом Тотманом и Фредериком Леклером, при этом Пружанов написал одну песню, а Марк Хадсон сочинил несколько текстов.
Леклер заявлял, что он слушает больше традиционный хеви-метал, трэш-метал, дэт-метал, блэк-метал и прогрессив-метал, чем пауэр-метал, поэтому альбом звучит иначе, чем предыдущие работы группы. На вопрос о работе Леклера по написанию песен и возможном влиянии его экстремального металлического сайд-проекта Sinsaenum, Герман Ли заявил: «Мы пытаемся использовать навыки каждого, чего мы мало делали в начале группы. Я не думаю, что Sinsaenum сильно повлиял на альбом, потому что осталось ещё так много идей, которые мы не воплотили в Dragonforce, а если вы введёте слишком много новых идей, вы потеряете изначальную концепцию». Сначала группа хотела пригласить стороннего вокалиста для экстремального вокала, но в конце концов они попросили Хадсона попробовать и оказались довольны результатом.
Ли охарактеризовал альбом как «самый разнообразный», а также как «эскапистский», заявив, что люди должны слушать его, чтобы временно уйти от «безумия этого мира». Название альбома было задумано как отсылка к желанию группы, чтобы их музыка могла в любое время уносить людей из любого места.
Reaching into Infinity — самый длинный студийный альбом группы (60:46). В альбом также вошла самая длинная песня группы — 11 минут и 3 секунды — «The Edge of the World». Когда Тотман спросили о том, что послужило источником вдохновения для написания этой песни, он объяснил, что идея была взята из заглавного трека Seventh Son of a Seventh Son группы Iron Maiden. Хадсон сказал, что песня сосредоточена вокруг поэмы «Эпос о Гильгамеше». Ли также пояснил, что песня «Silence» была написана о друге Леклера, который покончил жизнь самоубийством.

### Обложка
Ли объяснил, что портал в середине обложки альбома представляет собой кротовую нору, которая символизирует энергию музыки группы и идею о том, что люди из любой точки мира могут через неё попасть в разные времена, подчеркивая эскапистскую атмосферу альбома. Он также объяснил, что дракон на обложке олицетворяет дух группы.

## Запись
Альбом был записан в нескольких местах, включая Fascination Street Studios в Швеции, Lamerluser Studios в Лондоне, Dark Lane Studios в Уитни (Великобритания), Evil1 Studios в Шарлевиль-Мезьер (Франция) и Shredforce One Studios в Калифорнии. Вместо того, чтобы зарезервировать время для работы исключительно над альбомом от начала до конца, группа перемежала студийные обязательства своими концертными турами. Леклер комментировал:

Мы улетали, играли на фестивале, потом возвращались в студию, потом снова улетали. Это было очень интенсивно и очень утомительно […] [Я] несколько раз выходил из себя — я думаю, что в какой-то момент мы все это делали, потому что мы хотели написать только лучшие песни. Думаю, мы доказали, что играть быстро — это то, в чём мы хороши, поэтому на этот раз я хотел внести в нашу музыку ещё больше разнообразия. Здорово бросать себе вызов, а не оставаться в зоне комфорта.
Оригинальный текст (англ.)We were flying out, playing a festival, then back into the studio, then back out again. It was very intense and very tiring... [I] lost my temper a few times – I think we all did at some point, because we wanted to deliver nothing but the best. I think we have proven that playing fast was something we were good at, so this time I wanted to bring even more diversity into our music. It's great to challenge ourselves instead of staying in a comfort zone.

## Список композиций
| №                   | Название                                    | Текст песни          | Музыка                | Длительность |
| ------------------- | ------------------------------------------- | -------------------- | --------------------- | ------------ |
| 1.                  | «Reaching into Infinity» (инструментальная) |                      | Фредерик Леклер       | 1:25         |
| 2.                  | «Ashes of the Dawn»                         | Леклер               | Леклер                | 4:33         |
| 3.                  | «Judgement Day»                             | Сэм Тотман           | Тотман Вадим Пружанов | 6:13         |
| 4.                  | «Astral Empire»                             | Тотман Леклер        | Леклер                | 5:24         |
| 5.                  | «Curse of Darkness»                         | Леклер               | Леклер                | 5:35         |
| 6.                  | «Silence»                                   | Леклер Марк Хадсон   | Леклер                | 4:50         |
| 7.                  | «Midnight Madness»                          | Тотман               | Тотман                | 6:21         |
| 8.                  | «WAR!»                                      | Леклер Хадсон        | Леклер                | 5:19         |
| 9.                  | «Land of Shattered Dreams»                  | Хадсон               | Тотман Леклер         | 4:59         |
| 10.                 | «The Edge of the World»                     | Леклер Хадсон Тотман | Леклер                | 11:03        |
| 11.                 | «Our Final Stand»                           | Леклер Хадсон        | Леклер                | 5:04         |
| Общая длительность: | Общая длительность:                         | Общая длительность:  | Общая длительность:   | 66:46        |

| №                   | Название                     | Текст песни         | Музыка              | Длительность |
| ------------------- | ---------------------------- | ------------------- | ------------------- | ------------ |
| 12.                 | «Hatred and Revenge»         | Тотман              | Тотман              | 5:26         |
| 13.                 | «Evil Dead» (кавер на Death) | Чак Шульдинер       | Шульдинер           | 3:21         |
| Общая длительность: | Общая длительность:          | Общая длительность: | Общая длительность: | 69:33        |

| №                   | Название                  | Текст песни         | Музыка              | Длительность |
| ------------------- | ------------------------- | ------------------- | ------------------- | ------------ |
| 14.                 | «Gloria» (кавер на ZIGGY) | Джуичи Морисигэ     | Морисигэ            | 5:01         |
| Общая длительность: | Общая длительность:       | Общая длительность: | Общая длительность: | 74:34        |

## Участники записи
DragonForce
- Марк Хадсон — ведущий вокал
- Сэм Тотман — гитара, бэк-вокал
- Герман Ли — гитара, бэк-вокал
- Фредерик Леклер — бас-гитара, гитара, бэк-вокал, гитарное соло в «The Edge of the World» и «Our Final Stand»
- Вадим Пружанов — клавишные, бэк-вокал
- Гии Анзалоне — ударные, бэк-вокал

Приглашённые музыканты
- Клайв Нолан — бэк-вокал
- Эмили Овенден — бэк-вокал
- Дагге Хагелин — боевой хор
- Ронни Милианович — боевой хор
- Андре Альвинци — дополнительные клавишные и программирование, маршевый барабан в «Reaching into Infinity»
- Франческо Паоли, Франческо Феррини и Джон Фиппс — оркестровки

Производственный персонал
- Йенс Богрен[англ.] — продюсирование, сведение стандартного издания
- Йохан Эрнборг — сведение специального издания
- Тони Линдгрен — мастеринг
- Линус Корнелиуссон — монтаж, помощь в сведении
- Виктор Стенквист — помощник звукоинженера

## Чарты
| Чарт (2017)                        | Высшая позиция |
| ---------------------------------- | -------------- |
| Австралия (ARIA)                   | 35             |
| Австрия (Ö3 Austria)               | 34             |
| Бельгия/Фландрия (Ultratop)        | 57             |
| Бельгия/Валлония (Ultratop)        | 88             |
| Германия (Offizielle Top 100)      | 27             |
| Япония (Oricon)                    | 14             |
| Новая Зеландия (RMNZ)              | 9              |
| Шотландия (Scottish Albums Chart)  | 29             |
| Швейцария (Schweizer Hitparade)    | 24             |
| Великобритания (UK Albums Chart)   | 69             |
| США (Billboard Independent Albums) | 11             |